# Břežanský potok (přítok Vltavy)
Břežanský potok je pravostranný přítok řeky Vltavy v okrese Praha-západ ve Středočeském kraji. Délka toku činí 6,8 km. Plocha povodí měří 12,3 km². Dříve se potok nazýval Zalužanka, stejně jako dům u jeho ústí do Vltavy.

## Průběh toku
Potok pramení u obce Zlatníky-Hodkovice v okrese Praha-západ. Nejprve má mírný spád mezi poli. V obci Dolní Břežany protéká rybníky Pazderák a Mlynářský rybník. Původně v Břežanech byly rybníky čtyři, jak ukazuje zobrazení na starých mapách (např. První vojenské mapování).Poté vtéká do Břežanského údolí, kde na přibližně 4 kilometrech překonává spád 130 metrů. V dolní části toku tvoří hranici mezi Středočeským krajem a Hlavním městem Prahou. Na katastru městské části Zbraslav se u mostu Závodu míru vlévá do Vltavy (říční km 66,7).